# Платформа «Достоинство и правда»
Политическая Партия «Платформа Досто́инство и пра́вда» (рум. Partidul Politic „Platforma Demnitate și Adevăr”) —  политическая партия в Республике Молдова. Сформирована на основе партии «Народная сила» и части активистов Гражданской платформы «Достоинство и правда». До 13 декабря 2015 года партия носила название Партия «Народная сила».

## История

### Учредительный съезд партии «Народная сила»
21 апреля 2013 года в Кишинёве состоялся учредительный съезд Партии «Народная сила». На съезде присутствовали 300 делегатов из всех районов страны, которые утвердили политическую программу, устав и избрали руководство партии.
В качестве председателя ПНС был избран бывший посол Республики Молдова в США Николай Киртоакэ, а в качестве вице-председателей были избраны юрист, бывший парламентский адвокат Константин Лазэрь, университетский профессор Константин Чорбэ, юрист, специалист в области сельского хозяйства Александр Слусарь, бывший прокурор, адвокат Павел Мидриган и председатель Ассоциации военных в отставке РМ Эдуард Рошка.
По словам создателей Партия «Народная сила» позиционирует себя в центре политической сцены, а доктрина социального либерализма представляет доктринальный фундамент политической идентичности формирования.
На парламентских выборах 2014 года партия набрала 0,73% и не смогла преодолеть порог в 6%.

### Учреждение партии «Достоинство и правда» ипротесты, организованные против власти
24 февраля 2015 года, на фоне финансово-банковского скандала в стране, известный как «Кража века», многие лидеры мнений, журналисты и бывшие государственные служащие сообщили на пресс-конференции о запуске Гражданской платформы достоинство и правда. Членами-учредителями платформы были: Оазу Нантой, Игорь Боцан, Валентин Долганюк, Станислав Павловский, Михаил Маноле, Олеся Стамате, Мариана Калугин, Корнелия Козонак, Анжела Арамэ, Александр Козер, Василий Згардан, Василий Нэстасе, Дину Плынгэу, Андрей Нэстасе и Николай Мисаил. Платформа ДП предложила реализовать следующие основные цели: борьба с коррупцией, отстранить «воров» от власти и сохранить европейский вектор Республики Молдова.
Начиная с весны 2015 года, Платформа ДП организовала крупномасштабные мирные акции протеста, а 6 сентября 2015 года на Площади Великого Национального Собрания инициировала беспрерывные акции протеста. Также, был сформирован Совет Великого Национального Собрания - структура, которая предложила представлять протестующих в диалоге с властью. Также на акции протеста 6 сентября 2015 года члены платформы сформулировали новые требования, среди которых: отставка президента Николая Тимофти; всенародное избрание президента Республики Молдова; назначение на должность глав правовых институтов неподкупных лиц, предложенных гражданским обществом, вызвать досрочные парламентские выборы самое позднее в начале марта 2016 года, сформирование правительства национального спасения.
В декабре 2015 года, часть из группы лидеров платформы заложила фундамент формирования Политической Партии «Платформа Достоинство и Правда» (ПДП), через переименование ныне существующего формирования - Партия «Народная сила».

### Внеочередной съезд ПНС от 13 декабря 2015 года
В рамках съезда, были внесены изменения в устав и в программу партии и было изменено название Партии «Народная сила» в Политическую партию «Платформа Достоинство и Правда», а в качестве председателя единогласно был избран адвокат Андрей Нэстасе. В качестве вице-председателей партии были избраны: Александр Слусарь, Станислав Павловский и Инга Григориу, а Тихон Зараф был избран в качестве Генерального секретаря партии. Также, делегаты на съезде избрали состав Политического Национального Совета, Центральной Комиссии Цензоров и Почётной Комиссии и Арбитража.
В конце съезда была принята декларация, в которой указывается о политической ситуации в стране и необходимость создать альтернативную боевую силу против олигархата. По словам организаторов, на съезде участвовали 360 делегатов из 409, общего числа делегатов территориальных организаций Партии «Народная сила».

### 2-й Внеочередной съезд ПДП от 5 февраля 2017 года
Делегаты съезда приняли новый устав формирования, разработали и приняли программу ПППДП, избрали новый состав Политического Национального Совета и Постоянного Политического Бюро.
Также политическое формирование принял Резолюцию съезда, в которой были установлены несколько целей к следующему периоду, среди которых устойчивое развитие и укрепление Политической Партии «Платформа Достоинство и Правда», вступление в Европейскую народную партию, создание антиолигархического полюса, продолжение крепкого диалога с гражданами Республики Молдова и защита их интересов в приоритетным путём, в том числе через возобновление масштабных протестов.

## Руководство партии
- Дину Плынгэу — председатель
- Ливиу Вовк — генеральный секретарь
- Кирилл Моцпан — вице-председатель
- Яна Станциеру — вице-председатель
- Лилия Тэнасе — вице-председатель